# Sander de Graaf
Sander de Graaf (Made, 13 juni 1995) is een Nederlands roeier, die in 2020 goud behaalde in de vier zonder stuurman bij de Europese Kampioenschappen. Twee jaar later behaalde hij in hetzelfde boottype zilver op de EK, en brons bij de Wereldkampioenschappen in Račice. In 2023 werd De Graaf met de acht tweede bij de Wereldkampioenschappen in Belgrado, en het jaar erop wederom tweede bij de Olympische Spelen van Parijs.

## Levensloop
De Graaf begon zijn tijdens zijn studententijd in Eindhoven met roeien. Hij werd daar lid van de studentenroeivereeniging Thêta.
In 2020 werd De Graaf in Poznań samen met Jan van der Bij, Nelson Ritsema en Boudewijn Röell Europees kampioen in de vier zonder stuurman. Met diezelfde vier zonder kwalificeerde hij zich voor de Olympische Spelen in Tokio. De Spelen verliepen echter wat teleurstellend met een zesde plaats.
Op de Europese kampioenschappen 2022 in München behaalde De Graaf samen met Ralf Rienks, Rik Rienks en Ruben Knab zilver in de vier zonder stuurman. Een maand later behaalde deze ploeg bij de Wereldkampioenschappen van 2022 in het Tsjechische Račice de bronzen medaille. Het viertal eindigde met 5.51,85 achter Groot-Brittannië en Australië.
In 2023 maakte De Graaf deel uit van de acht die brons behaalde op de EK in Bled.
Bij de Olympische Spelen van 2024 in Parijs behaalde De Graaf de zilveren medaille in de acht, achter de Britse acht.

## Resultaten

### Olympische Zomerspelen
| Jaar | Plaats | Resultaten           |
| ---- | ------ | -------------------- |
| 2021 | Tokio  | 6e in de vier zonder |
| 2024 | Parijs | in de acht           |

### Wereldkampioenschappen
| Jaar | Plaats   | Resultaten            |
| ---- | -------- | --------------------- |
| 2018 | Plovdiv  | 19e in de twee zonder |
| 2022 | Račice   | in de vier zonder     |
| 2023 | Belgrado | in de acht            |

### Europese kampioenschappen
| Jaar | Plaats  | Resultaten            |
| ---- | ------- | --------------------- |
| 2018 | Glasgow | 10e in de twee zonder |
| 2020 | Poznań  | in de vier zonder     |
| 2021 | Varese  | 4e in de vier zonder  |
| 2022 | München | in de vier zonder     |
| 2023 | Bled    | in de acht            |